# Kahlen Rondot
Kahlen Rondot nació el 19 de octubre de 1983 en Broken Arrow, Oklahoma. Es una modelo estadounidense . Fue la segunda finalista del cuarto ciclo de America's Next Top Model(ANTM), siendo vencida por Naima Mora.

## Participación en America's Next Top Model
Kahlen es conocida por su participación en el cuarto ciclo del reality show America's Next Top Model, en el que quedó como segunda finalista siendo derrotada por Naima Mora. 
Aunque al comienzo de la competencia mostró una cierta falta de confianza, ella consistentemente dio buenas fotos. Sobre todo los jueces alabaron dos sesiones de fotos en las que destacó mucho: la primera, cuando personificó a la Ira en la sesión de los 7 Pecados Capitales; y la segunda, cuando en la sesión de los animales más representativos de Sudáfrica, encarnó al antílope. Es interesante señalar que, en cuanto a la sesión de los 7 Pecados Capitales, esta fue una ocasión muy emotiva para Kahlen, pues coincidentemente aquella semana una amiga suya acababa de fallecer. Aunque Kahlen se vio muy afectada por la noticia, ello no le impidió brindar una excelente performance. 
Cuando ella quedó entre las cuatro finalistas, Nigel Barker le dijo algunas palabras alentadoras: "Eres un camaleón. Tienes la habilidad de transformarte en cualquier cosa. No es sexy, pero es muy interesante"."
Kahlen consiguió llegar a la final del concurso, pero los jueces consideraron que Naima se robó las cámaras en la pasarela final. Tyra Banks opinó que Kahlen "hizo bien todo durante el semestre y decayó en los exámenes finales", mientras que Naima "fue a duras penas durante el semestre pero 'mató' en los exámenes finales".
Recientemente,[¿cuándo?] Rondot ha sido votada como una de las participantes más memorables por AOL, en el que se afirma que "ella debió ganar el concurso".

### Sinopsis
- Episodio 1: Kahlen confesó no haber visto nunca una sola temporada del show. Tyra, Jay Alexander y Jay Manuel se mostraron sorprendidos, sin embargo vieron un chispazo de potencial y la eligieron entre las 14 finalistas.

- Episodio 2: En este episodio, las chicas sufrieron sus "makeovers". A Kahlen le dieron un estilo inspirado en Carmen Kass. En la sesión, llamada "Aliens in Manhattan", Kahlen brindó una buena foto.

- Episodio 3: En esta semana, durante la sesión denominada "1-800-Flowers: Caminando con perros" Kahlen fue criticada por mostrar cierta rigidez en el cuello.

- Episodio 4: En la cuarta semana, Kahlen representó al signo de Aries y fue felicitada por los jueces debido al buen lenguaje corporal mostrado en la fotografía.

- Episodio 5: En esta oportunidad, la sesión fue llevada a cabo con la participación de niños de diferentes etnias, para una publicidad de lácteos. Kahlen tuvo ciertos problemas, al igual que las demás chicas, pues los niños eran demasiado inquietos. A Rondot le correspondió la raza hawaiana.

- Episodio 6: El tema de la sesión de esta semana fue el de "La chica que atiende en la estación de gas". La foto debía mostrar a una chica en el frente y a otra al fondo. Kahlen tuvo como compañeras en esta ocasión a Michelle Deighton y Christina Murphy, respectivamente. Rondot obtuvo una excelente foto a la que Tyra llamó "Feroz pero no es tan sexy a la vez"

- Episodio 7: Esta semana se llevó a cabo la sesión más sensual del ciclo, cuando las chicas tuvieron que posar en una cama luchando con las almohadas con un modelo masculino. Kahlen, insegura de su lado sexy, no brindó un foto a la altura de las circunstancias.

- Episodio 8: La sesión de esta semana fue la más emotiva para Rondot, pues estaba inspirada en los 7 Pecados Capitales. Para esto, la sesión se filmó en un ataúd. Coincidentemente, aquella semana una amiga de Kahlen acababa de fallecer. No obstante este triste suceso, la rubia personificó con maestría al pecado de la Ira, y fue muy alabada por los jueces y llamada por Tyra en el primer lugar. Muchos fanes consideran esta foto como la mejor de todo el cuarto ciclo del show.

- Episodio 9: En esta semana las chicas viajaron a Sudáfrica y la sesión fue para publicitar al producto "Lubriderm", encarnando a los animales más representativos de Sudáfrica. A Kahlen le correspondió el antílope. Durante el juicio, Rondot fue alabada por Nigel Barker, quien le dijo que tenía una habilidad camaleónica.

- Episodio 10: La sesión de este episodio consistió en que las chicas debían posar en una cascada, con trajes de hierba. Como siempre que se trataba de sesiones sensuales, a Kahlen no le fue muy bien esta vez, no obstante consiguió pasar a la siguiente ronda.

- Episodio 11: En esta semana, Rondot también tuvo problemas para la sesión, en la que debía bailar en forma atrevida con tres modelos sudafricanos.

- Episodio 12: Recuento de los episodios. En este programa destaca su supuesto beso lésbico con Christina Murphy, imitando jocosamente "la muestra de afecto" que Janice Dickinson proporcionó a Tyra Banks.

- Episodio 13: La gran final tuvo como protagonistas a Naima, Keenyah y Kahlen. Para esta ocasión, Kahlen participó en la sesión de CoverGirl así como un video del producto. Su performance en esta ocasión fue interesante (aunque no descollante) y por ello tuvo acceso al desfile final junto con Naima Mora. En el "examen definitorio", Rondot no mostró soltura ni contundencia en la pasarela y los jueces consideraron que Naima la superó largamente. De este modo, Kahlen no logró hacerse con el título de America's Next Top Model (para tristeza de muchos de sus fanes).

- Episodio Especial "Return to the Runaway: Where are they now?": En este episodio especial nos enteramos que Kahlen estaba trabajando en capitales de la moda como París, Tokio y Shanghái.

## Vida después de America's Next Top Model
Desde su participación en el show, Kahlen ha aparecido en numerosos talk shows, tales como el de Oprah Winfrey y el de Tyra Banks. 
Durante una entrevista en el show de Tyra Banks, Kahlen reveló que fue asaltada sexualmente en una fiesta mientras se encontraba embriagada.
En 2005, el Senado de Oklahoma la honró con una resolución "felicitando a Kahlen Rondot por haber representado a Oklahoma en un programa de televisión nacional (y) elogiando su participación en America's Next Top Model".
Sus trabajos relacionados con ANTM incluyen: la sección de tendencias de verano del US Weekly, junto a Naima Mora y Keenyah Hill; imagen de la línea de cosméticos de Jay Manuel; aparición en la revista Radar America's Ex Top Model y una campaña para Tulipa Collection por Vanessa Barantes.
Sus trabajos no relacionados con ANTM comprenden una aparición en la revista Vice y una pasarela para  Zac Posen-Primavera2006, entre otros. 
En 2007, aparecieron unas supuestas imágenes lascivas de Rondot en la internet, pero no se llegaron a confirmar estos rumores ni su procedencia.
Últimamente, Kahlen ha dejado de lado su labor como modelo y trabaja como barman en la ciudad de Nueva York, con planes de abrir su propio bar.